# 극노화
극노화(克老化)는 항노화에서 한걸음 더 나아가, 생물학적 노화를 극복하여, 생체 시계를 다시 되돌리는 것을 말한다. 박종화 교수가 만든 단어로, 과학이 노화를 극복할 수 있다고 믿기 때문에 해당 용어를 만들었다고 언급하였다.
줄기세포, 유전체학 및 유전체 편집 기술의 발달 등으로, 노화를 방지하는 수동적 개념에서 노화 자체를 제거하는 단계의 기술과 비전들이 현실화되고 있다. 특히 게놈조작, 세포조작 및 조직공학을 통해, 노화를 완전히 정복하려는 분야가 주류 연구분야에도 들어오기 시작했다. 극노화는 항노화와 역노화의 두개의 개념을 포함하는 가장 포괄적인 용어이기도 하다.
연구사례로, 하버드대의 데이비드 싱클레어 박사가 한 늙은 쥐와 젊은 쥐의 혈관을 교차시켰을 때, 늙은 쥐가 다시 젊어지는 현상을 보이는 것, CRISPR-cas9을 통해 게놈 편집을 하여, 노화현상을 되돌리는 역노화 시도 등이 있다.
스탠포드 대학의 헬렌 블라우 박사는 염색체의 말단체의 길이를 말단체효소를 통해 늘릴 경우, 노화가 번복되고, 근육질환에 걸린 쥐의 질병도가 떨어지는 것을 증명했다. 세포의 말단체를 인위적으로 늘리는 것은 극노화 중의 한 예이다. 노화가 극복이 된다고 하여, 모든 게 역노화이지 않을 수 있고, 노화현상은 개체 내에서 한 가지의 지표로만 표시되지 않을 수도 있다.

## 관련 용어
- 노화체학
- 말단체학
- 회춘체학